# Hippodrome de Chantilly
L'hippodrome de Chantilly est un champ de courses hippiques situé en bordure de forêt à proximité du château de Chantilly et couvre 65 hectares. Le prix du Jockey Club pour les mâles et femelles s'y tient depuis 1836 et, depuis 1843, le prix de Diane pour les femelles. Ces deux épreuves sont des courses de plat. S'y déroulent 42 journées de courses par an (2018).
Inauguré en 1834 et propriété de l'Institut de France, il est géré par France Galop pour l'entretien des pistes et les jours de courses. La gestion des salles et la location des espaces commerciaux sont quant à elles gérées par la Fondation pour la sauvegarde et le développement du domaine de Chantilly.

## Les pistes
Après le premier tracé datant de 1834, le tracé des pistes actuelles date de 1879. Celles-ci sont à l'origine toutes en herbe et mesurent 25 à 30 mètres de large. La ligne d'arrivée mesure 600 mètres d'arrivée en montée (10 m de dénivelé sur les 800 derniers mètres) ce qui la rend particulièrement sélective. On distingue : 
- Une grande piste (ou piste du Jockey Club) de 2 400 mètres (ligne d'arrivée de 600 mètres, dénivelé de 10 mètres en montée sur les 800 derniers mètres, parcours de 1 600 à 4 800 mètres),
- Une ligne droite de 1 200 mètres (parcours de 1 000 à 1 200 mètres),
- Une moyenne piste de 2 150 mètres (ligne d'arrivée de 550 mètres, dénivelé de 10 mètres en montée, parcours de 1 600 à 2 600 mètres),
- Une piste ronde, parcours de 1 400 mètres à 2 400 mètres
- une piste en sable fibré de 1 900 mètres (ligne d'arrivée de 550 mètres et largeur de 20 mètres), la première aménagée sur un des hippodromes parisiens, à l'automne 2011.

Il existe au total 13 points de départ possibles.

## Les tribunes

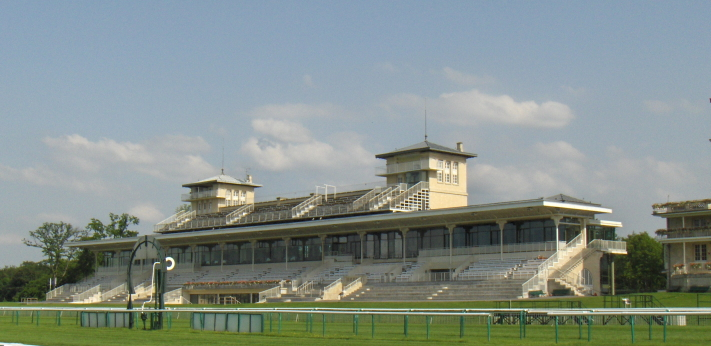
Grandes tribunes de l'hippodrome.

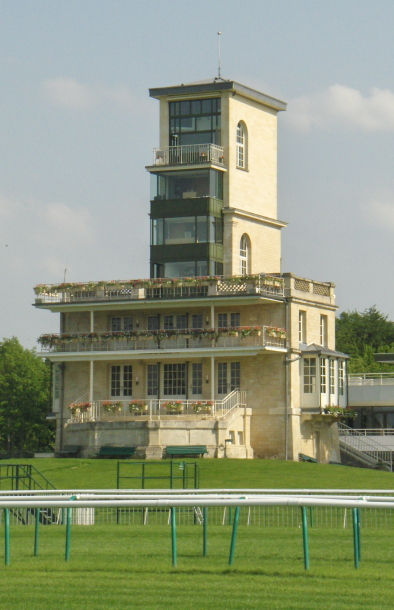
Tribune du comité, ancienne tribune du Prince.

L'hippodrome peut accueillir actuellement 30 000 spectateurs dont 2 300 dans les tribunes en place assises. Les installations accueillent chaque année 40 000 visiteurs par an.
Afin de remplacer les premières tribunes provisoires construites en 1835, le duc d'Aumale, propriétaire du terrain, fait édifier deux nouvelles tribunes de style anglo-normand en 1847 par son architecte Jean-Louis Victor Grisart. Celles-ci sont reconstruites par Honoré Daumet, architecte du château de Chantilly en 1881. Le bâtiment de pesage est pour sa part construit en 1891 par Charles Girault, élève de Daumet. La tribune du comité, ancienne tribune du prince, est reconstruite en 1911 par l'architecte Eugène Saint-Ange. 
L'ensemble de la grande tribune publique, de la tribune du comité et du bâtiment du pesage (ancien) fait l'objet d'une inscription au titre des monuments historiques par arrêté du 27 octobre 1995.

## Rénovations et aménagements
En 1994, France Galop connaît de grosses difficultés financières et envisage la fermeture de l'hippodrome (en même temps que celui de Maisons-Laffitte) : la réaction est vive et le projet est ajourné. Face à cette menace, un Groupement d'intérêt public appelé "Initiative pour un Développement Durable de Chantilly" (IDC), est créé en 1998, réunissant France Galop, la Communauté de communes de l'aire cantilienne, l'Institut de France, l'État, le Conseil régional de Picardie, le Conseil général de l'Oise, la ville de Chantilly et l'Aga Khan Development Network. Des travaux sont menés aux abords de l'hippodrome et dans les tribunes, 24 millions d'euros sont investis sur le site. La grande tribune est entièrement rénovée, épaissie et un restaurant panoramique y est installé, l'ensemble est inauguré le 28 mai 2004. En 2006-2007, l'avenue de la Plaine des Aigles qui passe derrière les tribunes est reculée dans la forêt de manière à pouvoir y déplacer le rond de présentation et y installer un nouveau bâtiment de pesage, ainsi qu'un nouveau parking.
France Galop fait réaliser en 2011 une piste en sable fibré, la seule des hippodromes parisiens. Longue de 1 900 mètres, elle permet d'étendre la saison des courses à l'automne et au début du printemps ainsi que la tenue de courses à n'importe quelle saison, permettant de passer à 36 réunions par an. Elle a coûté 4,4 millions d'euros, dont 3 millions à la charge de France Galop et 1,4 million par la communauté de communes. Elle est achevée en décembre 2011 et la première course s'y déroule en mars 2012.

## Principales courses

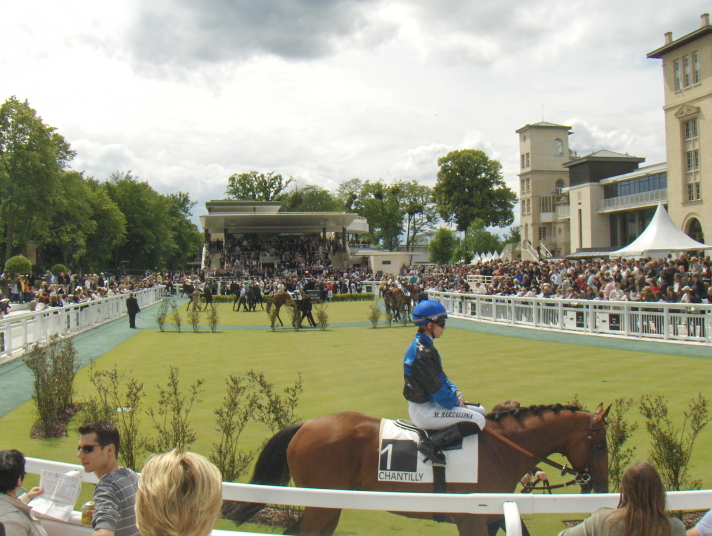
Vue du rond de présentation le jour du Jockey Club

Depuis la création de la piste en sable fibré, la saison des courses dure toute l'année, avec seulement de courtes interruptions en décembre et en août. Les épreuves sur gazon ont lieu uniquement entre mars et novembre. Les plus belles épreuves ont lieu en mai, juin et septembre :
- Prix du Jockey Club (Groupe 1) : en juin, 2 100 m pour les chevaux de 3 ans
- Prix de Diane (Groupe 1) : en juin, 2 100 m pour les pouliches de 3 ans
- Prix du Gros-Chêne (Groupe 2) : mai/juin, 1000 m pour les chevaux de 3 ans et plus
- Prix de Sandringham (Groupe 2) : mai/juin, 1 600 m pour les pouliches de 3 ans
- Grand Prix de Chantilly (Groupe 2) : mai/juin, 2 400 m pour les chevaux de 4 ans et plus
- Prix Robert-Papin (Groupe 2) : juillet, 1 200 m pour les poulains et pouliches de 2 ans
- Critérium de Maisons-Laffitte (Groupe 2) : octobre, 1 200 m pour les poulains et pouliches de 2 ans
- Prix Sigy (en) (Groupe 3) : avril
- Prix de Guiche (en) (Groupe 3) : en mai, 1 800 m pour les mâles de 3 ans
- Prix Texanita (en) (Groupe 3) : en mai
- Prix de Royaumont (Groupe 3) : en juin, 2 400 m pour pouliches de 3 ans
- Prix de Sandringham (Groupe 3) : en juin
- Prix Bertrand du Breuil (en) (en Prix du Chemin de fer du nord) (Groupe 3) : en juin, 1 600 m, pour chevaux de 4 ans et plus
- Prix du Bois (en) (Groupe 3) : en juin
- Prix du Lys (Groupe 3) : en juin
- Prix Chloé (en) (Groupe 3) : en juillet
- Prix Messidor (en) (Groupe 3) : en juillet
- Prix Bertrand de Tarragon (en) (Groupe 3) : en septembre
- Prix de Condé (en) (Groupe 3) : en septembre
- Prix Eclipse (en) (Groupe 3) : en septembre
- Prix de Seine-et-Oise (en) (Groupe 3) : en octobre
- Prix Miesque (en) (Groupe 3) : en octobre

Le prix Jean Prat (Groupe 1)  début juillet, sur 1 600 m pour les chevaux de 3 ans, est transféré à Deauville en 2018.
En raison de travaux sur l'hippodrome de Longchamp, l'hippodrome a accueilli le 2 octobre 2016 le prix de l'Arc de Triomphe, ainsi que les autres courses qui se déroulent le même weekend, parmi lesquelles : le prix Jean-Luc Lagardère, le prix du Cadran, le prix de l'Abbaye de Longchamp, le prix de l'Opéra et le prix Marcel Boussac. C'est de nouveau le cas en octobre 2017, pour la seconde fois, toujours en raison de travaux à Longchamp.

## Autres utilisations de l'hippodrome

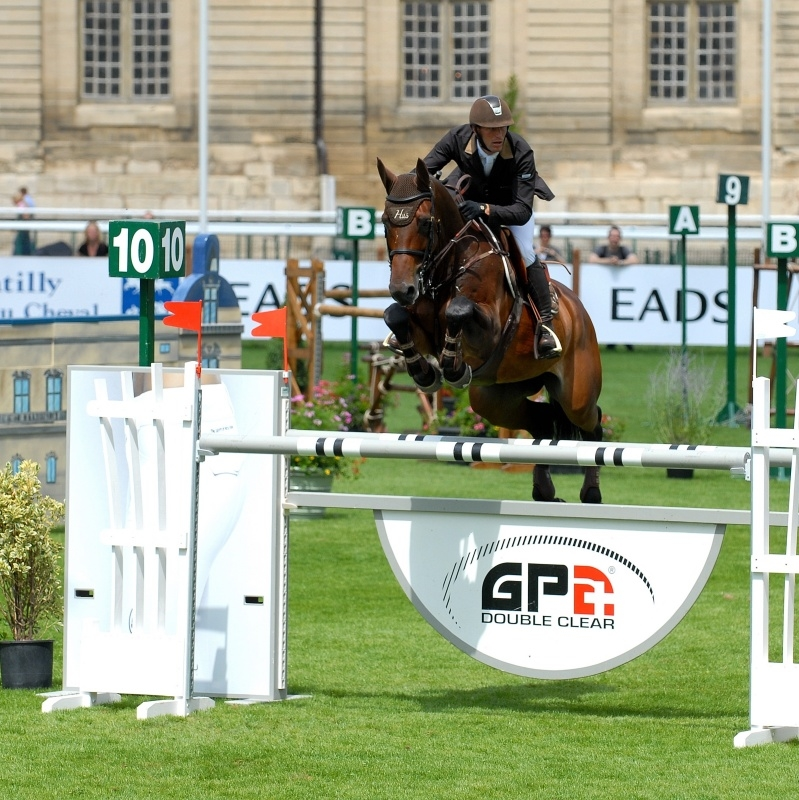
Concours de saut international en juillet 2010.

- Les pistes servent à l'entraînement des chevaux de courses tous les mardis. Il s'y déroule 2 000 galops par an pour 800 chevaux.
- Jumping de Chantilly[9] : deux réunions de concours de sauts d'obstacles organisées chaque année sur l'hippodrome : 
  - le Grand national en avril
  - le Concours de Saut International (CSI) cinq étoiles (*****) en juillet.

En 2010, Chantilly intègre le Global Champions Tour et gagne ainsi sa cinquième étoile, devenant ainsi le 2e CSI de France avec Cannes. Pour cette occasion, une piste d'herbe fibrée de 150 m sur 100 m est aménagée de façon permanente au centre des pistes de courses, à l'ouest de l'hippodrome.
- Il sert par ailleurs régulièrement de terrain (ou « spot ») pour la pratique du cerf-volant[11].

Les grandes tribunes accueillent par ailleurs différents salons tout au long de l'année.